# Namibian Air Force
Die namibische Luftwaffe (englisch Namibian Air Force) ist die zweitgrößte Teilstreitkraft der Namibian Defence Force (NDF), jedoch insgesamt, was Ausstattungszahl und Personal angeht, sehr klein. Sie wurde am 13. März 2005 formal gegründet.
Kommandeur ist Air Vice Marshal Teofilus Shaende.

## Aktuelle Ausrüstung
Zur Ausstattung gehören unter anderem einige Kampfflugzeuge Hongdu JL-8 aus  China sowie Transporthubschrauber. Zudem hat China im November 2006 einige FT-7NG und 2008 zwölf Chengdu J-7 geliefert. Im Februar 2010 wurden weitere Flugzeuge des Typs FT-7/F-7 der Luftwaffe übergeben. Im April 2012 übernahm die Luftwaffe zwei Helikopter Zhi-9 (Harbin Z-9) aus der Volksrepublik China sowie die in Indien unter Lizenz erbauten zwei Alouette III (ChetaK) und eine Lama. Im Februar 2014 erhielt Namibia von Südafrika zwölf Alouette-III-Helikopter als freundschaftliche Geste geschenkt.

### Flugzeuge
| Luftfahrzeuge                     | Herkunft                     | Verwendung        | Version        | Bestand        | Aktiv          | Bestellt       | Anmerkungen          |
| Kampfflugzeuge                    | Kampfflugzeuge               | Kampfflugzeuge    | Kampfflugzeuge | Kampfflugzeuge | Kampfflugzeuge | Kampfflugzeuge | Kampfflugzeuge       |
| --------------------------------- | ---------------------------- | ----------------- | -------------- | -------------- | -------------- | -------------- | -------------------- |
| Chengdu J-7                       | Volksrepublik China          | Kampfflugzeug     | F-7NM          | 6              | 9 (2023)       |                | Lizenzgebaute MIG-21 |
| Chengdu J-7                       | Volksrepublik China          | Training          | FT-7NM         | 9              | 2 (2023)       |                | Lizenzgebaute MIG-21 |
| Hongdu JL-8                       | Volksrepublik China Pakistan | Training          | K-8            | 11             | 11 (2023)      |                |                      |
| Transport- und Mehrzweckflugzeuge |                              |                   |                |                |                |                |                      |
| Antonow An-26                     | Ukraine                      | Transportflugzeug |                | 1              | 3 (2023)       |                |                      |
| Harbin Y-12                       | Volksrepublik China          | Transportflugzeug |                | 2              | 3 (2023)       |                |                      |
| Shaanxi Y-9                       | Volksrepublik China          | Transportflugzeug | Y-9E           | 2              | 2 (2025)       |                |                      |
| Gesamt (2023)                     |                              |                   |                | 29             | 25             |                |                      |

### Hubschrauber
| Luftfahrzeuge | Herkunft            | Verwendung                           | Version | Bestand | Aktiv   | Bestellt | Anmerkungen                |
| ------------- | ------------------- | ------------------------------------ | ------- | ------- | ------- | -------- | -------------------------- |
| Mil Mi-8      | Russland            | Mehrzweck- und Transporthubschrauber |         | 2       | 2       |          |                            |
| Mil Mi-24     | Russland            | Kampfhubschrauber                    |         | 2       | 2       |          |                            |
| Chetak        | Indien              |                                      |         | 2       | 2       |          | 2012 erworben              |
| Cheetah       | Indien              |                                      |         | 1       | 1       |          | 2012 erworben              |
| Harbin Z-9    | Volksrepublik China |                                      |         | 2       | k. A.   |          | 2012 erhalten              |
| Alouette III  | Südafrika           |                                      |         | 12      | k. A.   |          | 2014 als Geschenk erhalten |
| Gesamt (2023) |                     |                                      |         | 21      | mind. 7 |          |                            |

### Sonstige Luftfahrzeuge
| Luftfahrzeuge   | Herkunft            | Verwendung               | Version | Bestand | Aktiv   | Bestellt | Anmerkungen |
| --------------- | ------------------- | ------------------------ | ------- | ------- | ------- | -------- | ----------- |
| Aisheng ASN-209 | Volksrepublik China | Unbemanntes Luftfahrzeug |         | mind. 2 | mind. 2 |          |             |
| unbekannt       |                     | Unbemanntes Luftfahrzeug |         | mind. 2 | mind. 2 |          |             |

## Luftwaffenstützpunkte
- Karibib Air Force Base, Karibib, Hauptsitz der Namibian Air Force seit 4. März 2016
- Grootfontein Air Force Base, Grootfontein, war bis 4. März 2016 Hauptsitz der Namibian Air Force[9]
- Keetmanshoop Air Base, Keetmanshoop

Am Flughafen Eros in Windhoek sind auch Hubschrauber der Namibian Air Force stationiert.

## Bildergalerie

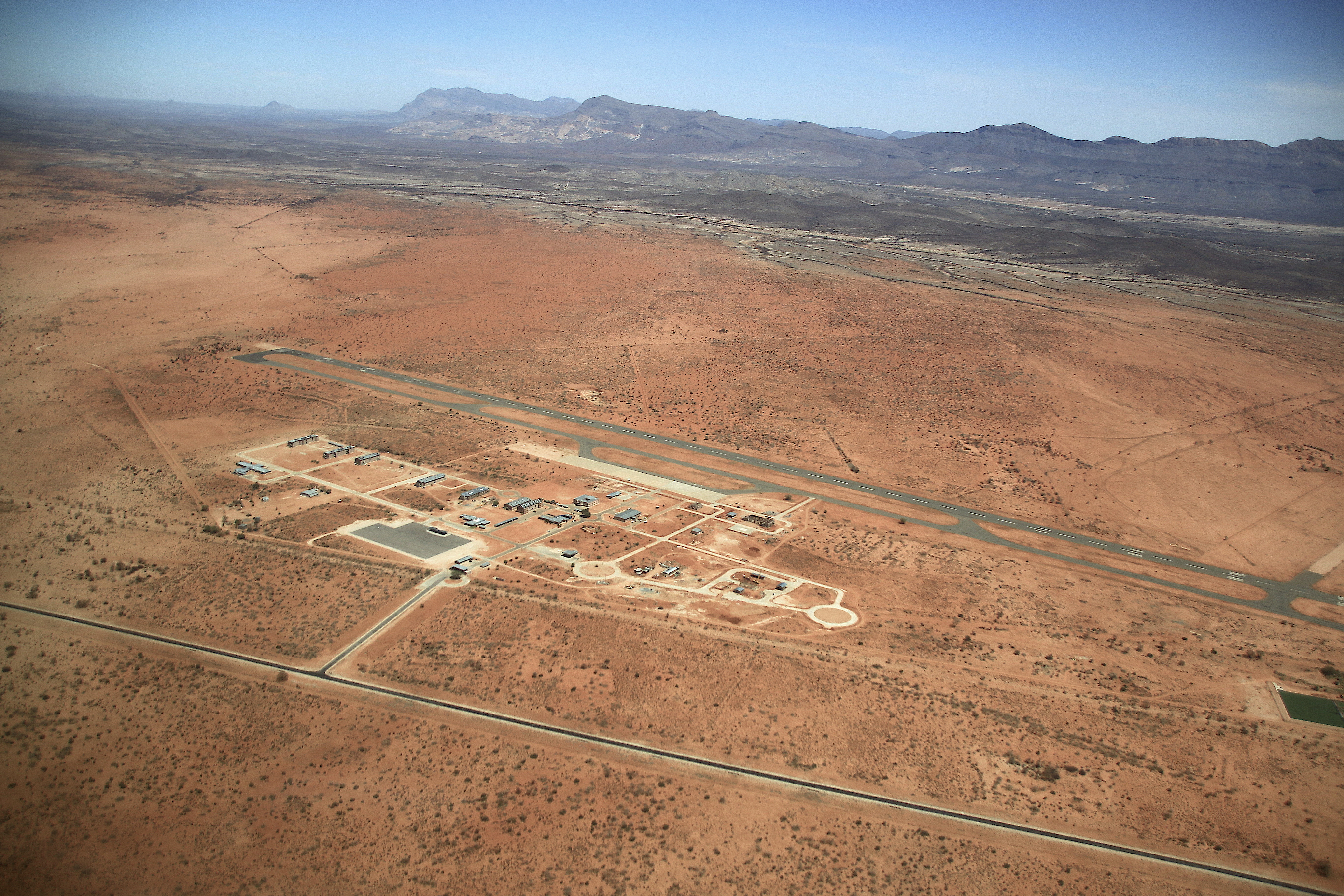
Luftfwaffenflughafen Karibib
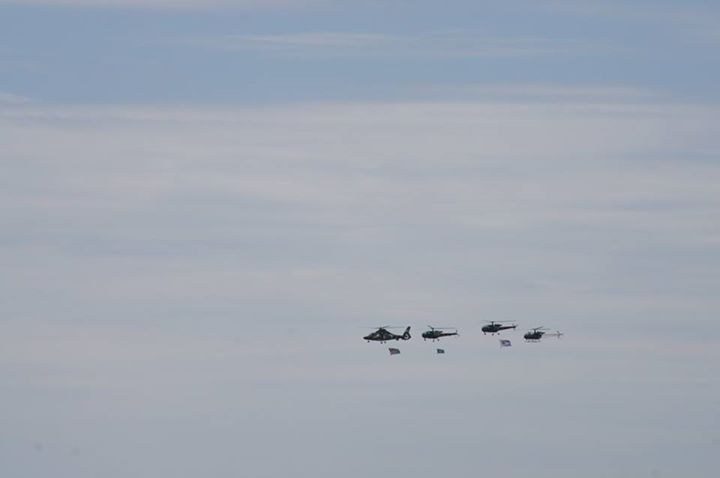
Helikopter der Luftwaffe
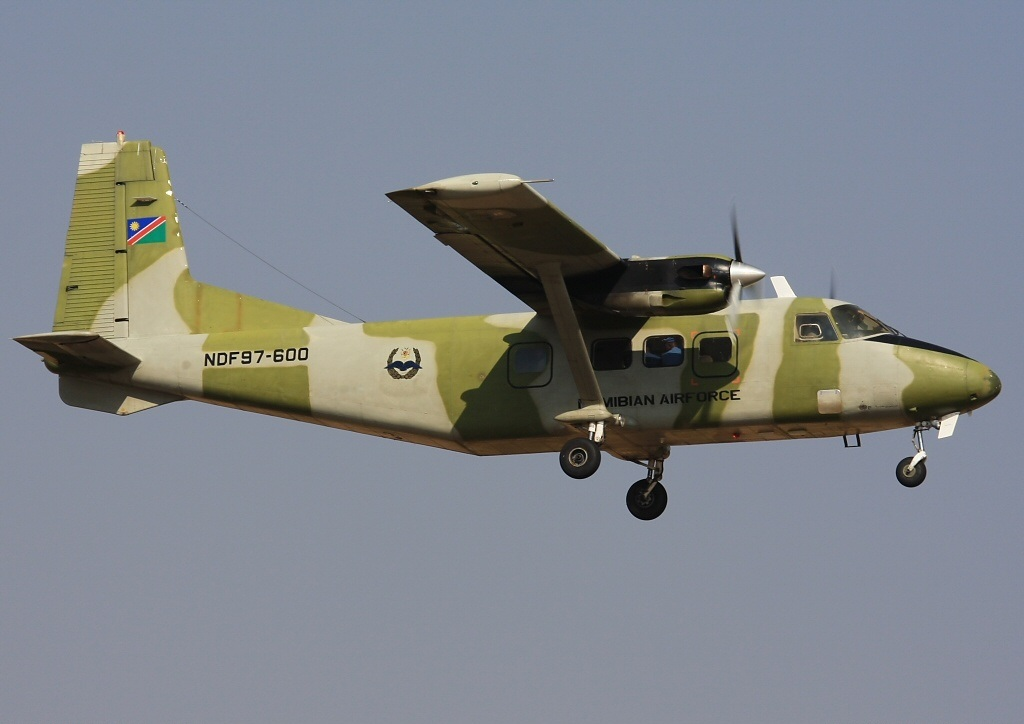
Y12 der Luftwaffe